# Швед Михайло Богданович
Михайло Богданович Швед (21 листопада 1978 Львів) — український композитор, музично-громадський діяч, заслужений діяч мистецтв України, кандидат мистецтвознавства, в.о. генерального директора Національної філармонії України (з 28 грудня 2022 року).

## Біографічні відомості
Народився 21 листопада 1978 року у Львові. Закінчив Львівську музичну академію та асистентуру-стажування при ній у М. Скорика (1996—2004 рр.). Стажувався в рамках програми «Gaude Рolonia» у Кракові (2005 р.). Член Національної Спілки композиторів України (від 2003). Кандидат мистецтвознавства (2006).
Твори М. Шведа виконувалися в Польщі, Австрії, Німеччині, Швейцарії, Канаді, Росії, Білорусі, Азербайджані та ін. Серед виконавців: симфонічні оркестри Львівської та Чернівецької філармоній, Національний ансамбль солістів «Київська камерата», камерний оркестр «Leopolis» та «Perpetuum mobile», камерні хори «Gloria», «Credo», піаністи Й. Єрмінь, М. Гумецька, бас-баритон Р. Бергман (Австрія), сопрано С. Глеба (Україна), М. Боберська (Польща), меццо-сопрано С. Толедо (Чилі-Німеччина), (Україна), диригенти С. Веляник, Р. Ревакович (Польща), Богдан Швед (Україна-Швейцарія), В. Сивохіп, Й. Созанський, Б. Пліш (Україна) та ін.
Учасник фестивалів: Міжнародний фестиваль сучасної музики Дні музики краківських композиторів (Польща), Московський пасхальний фестиваль В. Гергієва (Росія), Міжнародний фестиваль Голольfest 2008 (Київ), Міжнародний фестиваль Музичні прем'єри сезону (Київ), Міжнародний фестиваль сучасного мистецтва Два дні і дві ночі нової музики (Одеса), Міжнародний фестиваль сучасної музики «Контрасти» (Львів); Міжнародний Форум музики молодих (Київ); Міжнародний музичний фестиваль Київ Музик Фест; Бидгощські музичні імпресії (Польща) та ін.
З 12 серпня по 27 грудня 2022 року — заступник Голови Державного агентства України з питань мистецтв та мистецької освіти.

## Відзнаки
- Медаль «20 років незалежності України» Міжнародного академічного рейтингу популярності «Золота фортуна».
- Лауреат премії імені Л. М. Ревуцького (2011).
- Лауреат премії Київського міського голови для обдарованої молоді (2009)
- Заслужений діяч мистецтв України (2018)[1].
- Лауреат премії імені Бориса Лятошинського (2022).[2]

### Наукові публікації
- Швед М. Б. (перелік публікацій)// Сайт Національної бібліотеки ім. В. Вернадського, процитовано 28 грудня 2022 року